# 詹姆斯·B·法蘭西斯
詹姆斯·比切諾·法蘭西斯 （英語：James Bicheno Francis，1815年5月18日—1892年9月18日），英國裔的美國工程師，他著名的發明包括法蘭西斯式水輪機。

## 生平

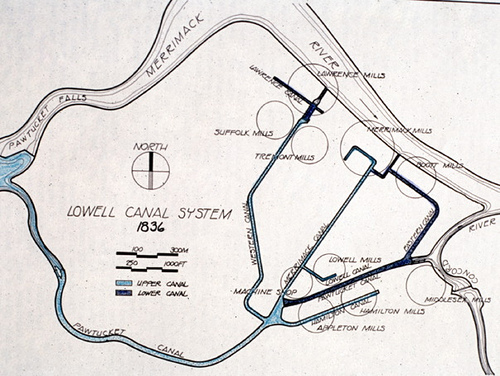
洛厄爾運河系統，由於法蘭西斯進入到鎖與運河公司任職而造就它的出現。

詹姆斯 B. 法蘭西斯生於英國英格蘭威特尼鄰近的牛津郡南利，最早於14歲時開始工程師生涯，當時，他在他父親的手下作為徒弟學習，並在南威爾士的克勞鐵路港口從事港務工作。1833年，當法蘭西斯18歲時，他決定移民至美國。他當時獲得的第一份工作是在康乃狄克州斯托寧頓 (康乃狄克州)擔任鐵路工程師小喬治·華盛頓惠斯勒的助理，而他們的業務範圍有紐約以及紐黑文鐵路。一年後，法蘭西斯和他的老闆，惠斯勒，北上到麻薩諸塞州洛厄爾，並在他19歲那一年，成為了鎖與運河公司的繪圖師，而惠勒斯則成為該公司的首席工程師。
幾年後，在1837年，惠斯勒從鎖與運河公司辭職，並且前往俄羅斯為他們的主要鐵路工作。在惠勒斯離開前，他將法蘭西斯提拔為首席工程師，並將他原本在沃森街的房子賣給了法蘭西斯。同一年7月12日，法蘭西斯在洛厄爾與薩拉·W·布勞內爾結婚。 他們的第一位子女小詹姆斯在1840年3月30日出生，並在後續他們夫妻一共有5名子女。
1841年，法蘭西斯在公司中獲得了第一件大型案件。他必須要分析有多少家工廠每天從他們公司所管轄的渠道中引水利用。而在該案件完成後，公司對於他的能力極度讚賞，因此在1845年將法蘭西斯提拔為鎖與運河公司的經理。
身兼經理與首席工程師，法蘭西斯當時共肩負著北運河與穆迪街電力饋線工程。這兩條運河興建於19世紀40年代末和1850年代初，當時總共完成了5.6英里長的洛厄爾運河系統，並為該座工業城市帶來蓬勃的都市發展，以及大大增加了這座城市主要工業，研磨穀物的效率。
在法蘭西斯工作於洛厄爾運河系統期間，他也為全國多項的水工程提供他的諮詢建議。當紐約市需要增加市區供水來源時，法蘭西斯便曾在興建在巴豆河上奎克橋大壩工程提供了他的專業技術諮詢。他也向密西西比河聖安東尼瀑布水壩提供技術諮詢。
法蘭西斯的兒子在美國陸軍中擔任少尉一職，並於1861年參與美國內戰。而其中在安鐵頓戰役中，他擔任軍中隊長一職，然而戰鬥中他的手遭到擊傷。1865年7月，內戰結束後，小詹姆斯晉升為中校。

## 發明

### 消防灑水系統
1845年，法蘭西斯開發出當時全美國第一款消防灑水系統。在洛厄爾貝爾維迪爾段的林德山山頂，他興建了一座與蓄水量2,000,000的水庫相互連結的輸水管線系統，而這些管線斷面直徑為36-英寸-直徑（910-），材質為鑄鐵，共分有多條分支線連結到市內的工廠。另外，第一座簡易的重力系統則是在薩福克工廠的拾取室中施作。大約20年後，於1869年，法蘭西斯與弗雷德里克·金內爾（英語：Frederick Ginnell）的普羅維登斯蒸氣與瓦斯管線公司簽署合約來安裝1906年由英國人約翰·卡尼（英語：John Carney）所發明的“多孔管線”，並與法蘭西斯自己的系統相互運作。此後，兩位逐漸成為朋友，並且互相分享和測試各自的許多想法。而他們所開發出的系統，也在工廠業主與保險公司之間大受歡迎，之後普羅維登斯蒸氣與瓦斯管線公司更開始在馬薩諸塞州福爾里弗以及其他各處的研磨工廠來安裝他們開發的相關系統。
法蘭西斯的系統十分的簡易：控制閥門是手動式的，使水流流過一座以陣列形式夾在天花板之間的系統，水流末端再以小量霧狀噴灑的方式撲滅火勢。不過，這種系統最大的問題是，這項自動灑水滅火系統是直接面向建築物中的全部室內空間的，因此只要安裝該系統的任何室內空間及空間內放置的物品都會被自動灑水系統波及。直到1875年，直到1875年，亨利·帕米利（英語：Henry Parmelee）發明出一種只會啟動一次的灑水噴頭而自此使得自動灑水系統更為盛行。

### 水輪機

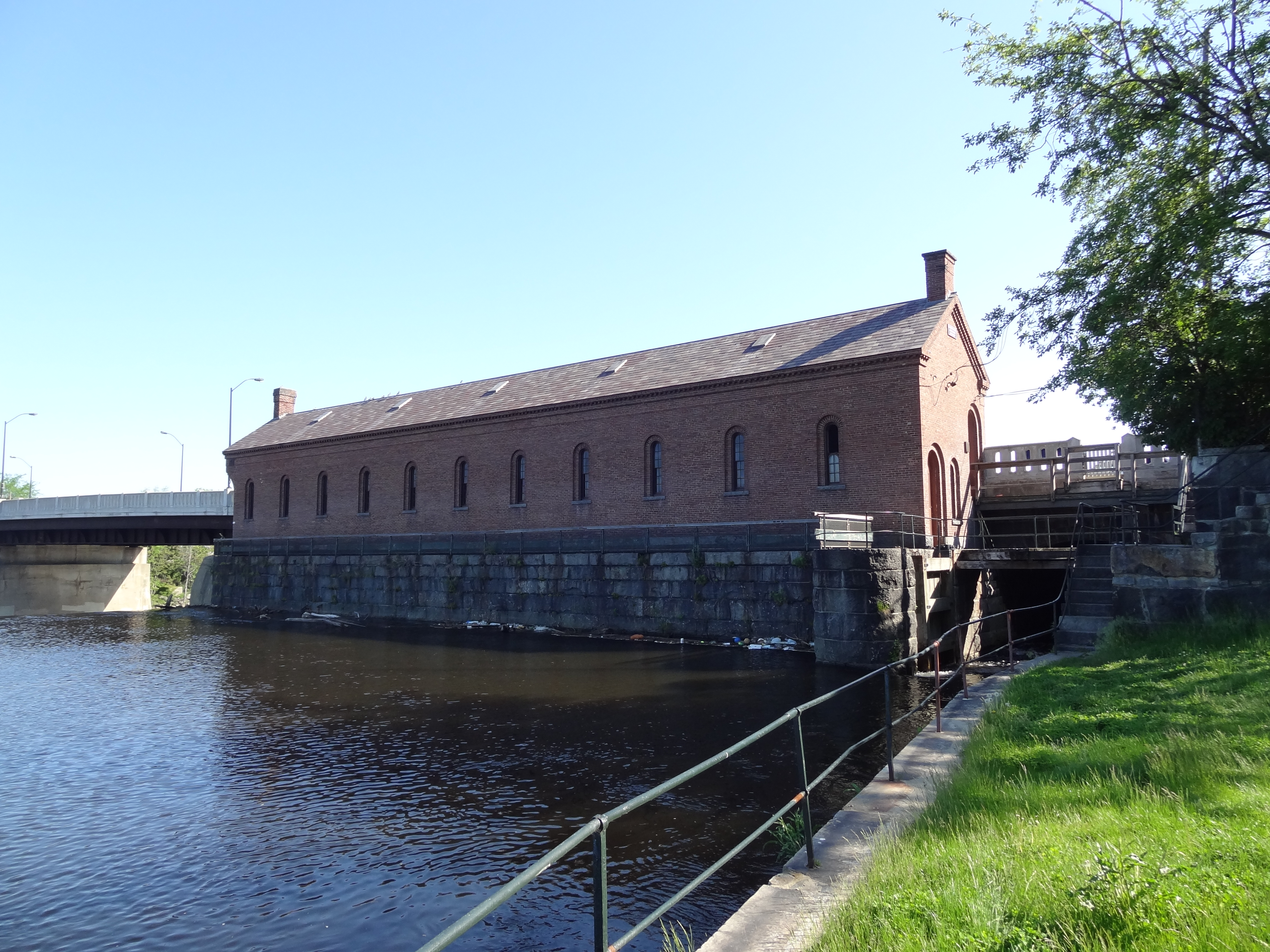
位在麻薩諸塞州洛厄爾的波塔基特門樓，是世上第一座使用法蘭西斯水輪機的站點

法蘭西斯之後也開始關注於水輪機的設計，並在嘗試改善了當時烏利亞 A.博伊登（英語：Uriah A. Boyden）在洛厄爾發表自行開發的博伊登水輪機中的設計缺陷。這兩位工程師往後也一起合作持續改善博伊登水輪機的運轉效率。在1848年，法蘭西斯與博伊登成功開發出了全新型態的水輪機，而這種類型的水輪機現今便被稱之為法蘭西斯式水輪機。相較於博伊登水輪機，法蘭西斯水輪機提升了將近90%的運轉效率而顯得黯然失色。1855年，法蘭西斯將自身的研究成果集合成一本書名為“洛厄爾水力實驗”（英語：Lowell Hydraulic Experiments）出版。

### 防洪

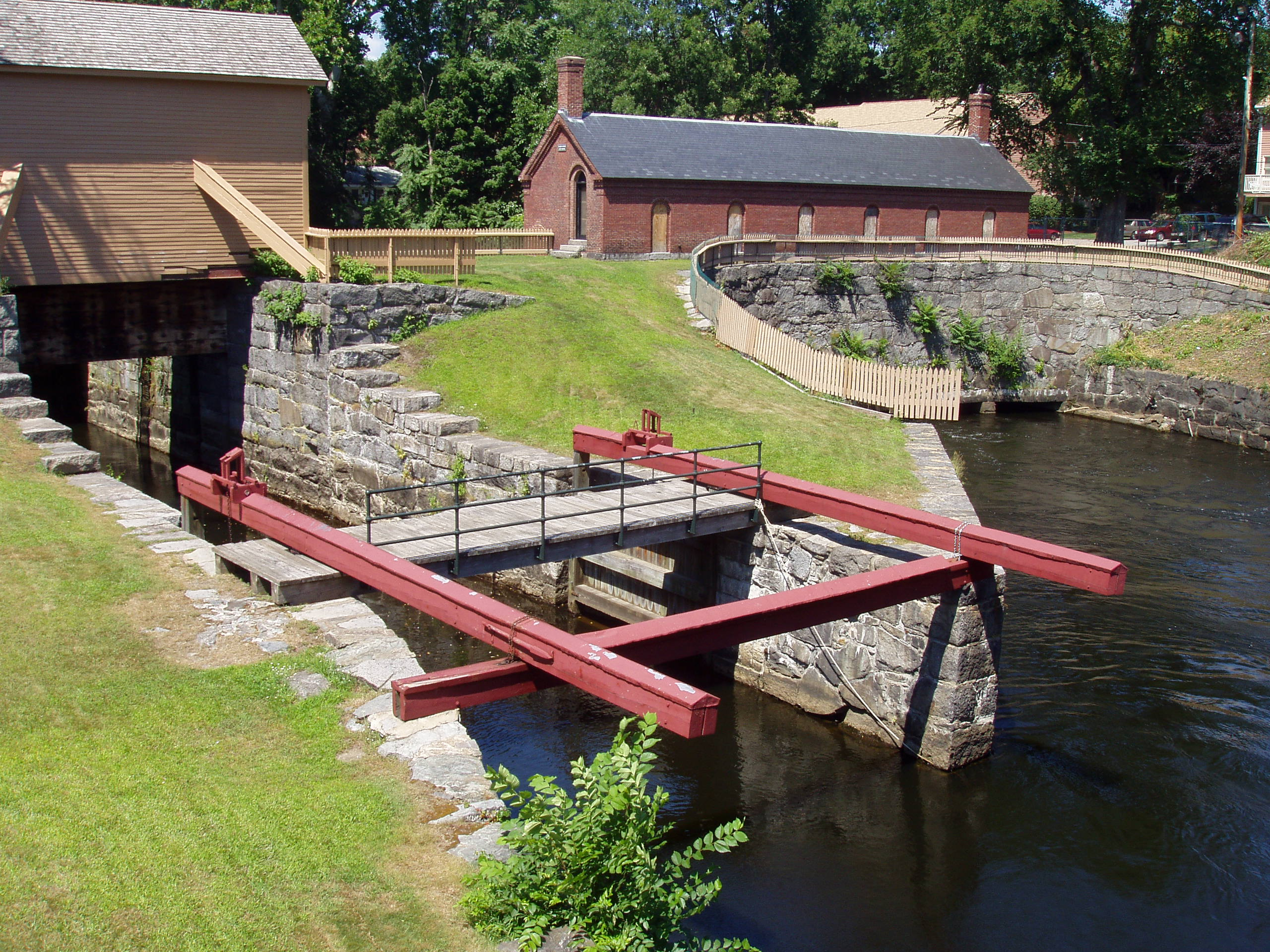
這座閘門又被稱為"法蘭西斯的愚蠢"

在1850年，法蘭西斯還下令在波塔基特運河上建造了大型的水閘門以保護市中心內的工廠免於受到洪水侵襲。然而這座閘門很快的就被人們稱為「法蘭西斯的愚蠢」（英語：Francis' Folly），因為沒有人相信這項建設是可行的，但它很可能仍是必要用以防範未然的建設。因此將近兩年之後，1852年，這座閘門便阻擋了一次巨大的洪災讓城市免於受侵襲，後續在 1936年北方洪水、1938年新英格蘭颶風、2006年5月新英格蘭洪水皆透過閘門防止大水沖入市區，並在2007年，也由於有閘門的關係，防止了暴漲的梅里馬克河河水沖入市內的運河系統。然而，一場發生在1970年代的惡意縱火案，造成原本木製的法蘭西斯閘門被破壞，後續利用較為複雜的方式（大型結構連鎖破壞）將原木製閘門拆除，使得在2006年時能夠利用更為現代方法的鋼樑隔板製閘門來阻擋洪水。而對於法蘭西斯從洪水之中拯救整座城市的努力，洛厄爾市將一尊巨大的銀製水罐與托盤頒給了法蘭西斯以茲紀念。.
1886年，法蘭西斯，與其他兩位土木工程師；艾略特 C.克拉克（英語：Eliot C. Clarke）和克萊門斯·赫歇爾合作來研發防洪議題。並以“預防石溪谷洪水”為主制定了一套防洪準則體系，稍後於波士頓市公布了他們所研發的這項體系。這項研究中，針對了波士頓市內居住在森林山、海德公園、富蘭克林公園以及羅斯林代爾居民的洪水侵襲狀況。
1889年，法蘭西斯就任賓夕法尼亞州約翰斯敦災難的調查委員會委員，並以義務方式協助調查事件成因，該起事件是由於南福克水壩潰決導致超過2,200人死亡。

## 晚年生活
法蘭西斯晚年時依然活躍於洛厄爾市內的各種社會階層中，甚至在1862年至1864年之間，更成為洛厄爾的市議員一職。
1865年，法蘭西斯研究，並對外發表了他對於鑄鐵的發現，在他的出版書籍“鑄鐵柱的強度”（英語：The Strength of Cast-Iron Columns）一書中，提及了鑄鐵柱應用於結構柱中的研究。
法蘭西斯也是水力機械測試方案的發明者，他也是美國土木工程師協會的創始會員之一，並在1880年擔任該協會主席一職。
1883年，法蘭西斯正式完成了他對於流體流速的計算標準公式，現該標準公式被稱作為法蘭西斯公式或是法蘭西斯方程式，其大多用來計算流體力學與攔河堰之間的關係。
Q=3.33h1 3/2 (L-0.2h1)
Q= 立方英尺/秒的排水量，已忽略趨近速度。
L =堰長（英尺）
h1= 堰高（英尺）
法蘭西斯持續在 Locks and Canal 公司中任職，直到1884年，他69歲時向公司辭職，然而後續仍擔任該公司的顧問一職直到法蘭西斯辭世。他的兒子詹姆斯後續也接任首席工程師一職。他的後半生，與他的妻子莎拉在他們沃森街的家度過，這棟房子也是惠斯勒家族六名子女的老家，目前已改為惠斯勒藝術博物館。法蘭西斯於1892年9月18日辭世，享年77歲，並葬於洛厄爾公墓一座利用花崗岩石塊切割而成的巨大的石柱之下，用來象徵著製作運河的石柱。

## 個人榮譽
法蘭西斯對於現今室上諸多的水力工程與系統擁有極大的貢獻，以下是以他的名字命名的項目：
- 洛厄爾大學中的詹姆斯 B.法蘭西斯工程學院，院內共有碩士、博士與工程學位學程。其中，工程學位和碩士中，有建置超過七項工程方案課程，包括塑料工程與核能工程。[12]

- 法蘭西斯閘門；馬薩諸塞州洛厄爾。

- 法蘭西斯式水輪機。

- 法蘭西斯式系統；早期的消防灑水系統。

- 法蘭西斯公式；說明了水流流過水壩。這項公式是當今流體力學中，用來計算水流量密度流過矩形攔河堰長度與頂部的重要條款。

## 法蘭西斯式水輪機的著名使用站點

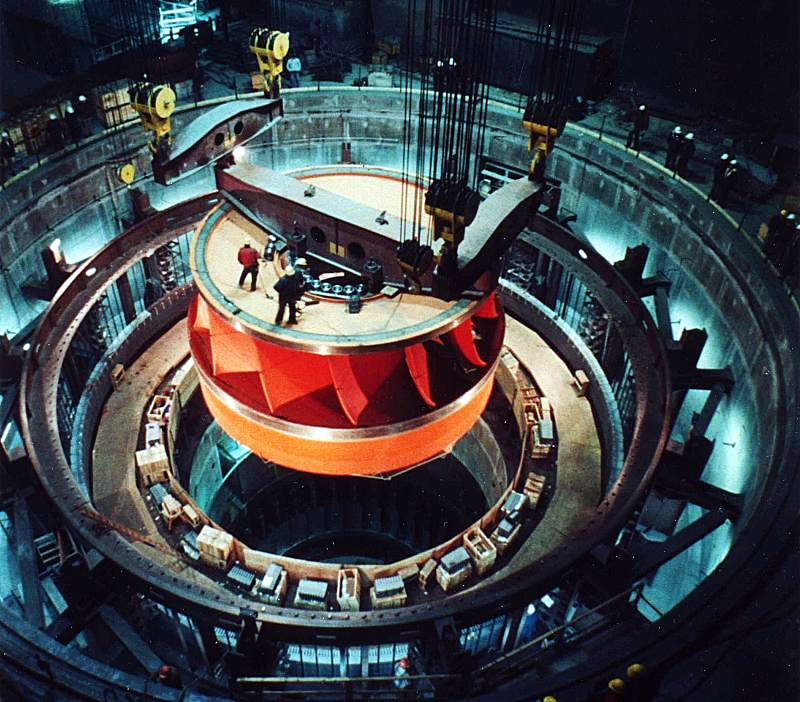
法蘭西斯式水輪機的動輪，安裝於美國大古力水壩中，其額定輸出功率將近百萬馬力（750 MW）

當今，法蘭西斯式水輪機成為世上最廣泛使用於水力發電中的水輪機類型。包括中國長江三峽大壩中所使用的也是法蘭西斯式水輪機，更是目前全球最大的水力發電廠。其完工後預計總裝置容量將高達22,500MW。隨著法蘭西斯式水輪機投入自1900年以來所興建的水壩中來進行水力發電使用，它所發的電力幾乎佔全世界的1/5：
- 艾爾夫卡勒比水力發電廠 1911年，瑞典 - 該國最早的一座水力發電廠。
- 胡佛水壩 1936年，美國內華達州與亞利桑那州之間 - 2,080 MW，世界知名的水壩，也曾是世上最大的水力發電廠。
- 大古力水壩 1942年，美國華盛頓州 - 6,809 MW，美國最大的水力發電廠。
- 德斯水壩 1963年，伊朗 - 520 MW，該國在建中的重大國家建設。
- 戈登水壩 1978年，澳大利亞塔斯馬尼亞省 - 432 MW，該國最高的水壩。
- 杜斯采水力發電廠 1978年，捷克共和國 - 480 MW，該國最高的水壩。
- 努列克水壩 1980年，塔吉克 - 3,000 MW，世上最高的水壩。
- 羅伯特-布拉薩發電廠 1981年，加拿大 - 5,616 MW, 該國最大的水力發電廠。
- 伊泰普水壩 1984, in Brazil/Paraguay - 14,000 MW，美洲最大的水力發電廠。
- 維多利亞水壩 1985年，斯里蘭卡 - 210 MW，該國最高的水壩。

## 資料來源
1. 1 2 3  Lowell National Historic Park publication
2. ↑  Encyclopaedia Britannica
3. ↑  . （原始内容存档于2012-07-18） （英语）.
4. ↑  . Reocities. （原始内容存档于2011-07-25） （英语）.
5. 1 2  THE EARLY HISTORY OF GRINNELL CORPORATION AND THE FIRE SPRINKLER INDUSTRY, Compiled By; Jerome S. Pepi Vice President, Research and Development Fire Protection Products, January 25, 1996
6. ↑  . Whistler House. （原始内容存档于2010-01-25） （英语）.
7. 1 2  Appletons' annual cyclopaedia and register of important events, Volume 17
8. ↑  "Prevention of floods in the valley of Stony Brook: a report by a Commission" By Boston (Mass.). Stony Brook Commission, James Bicheno Francis
9. ↑  Contributions of the Old Residents' Historical Association, Lowell ..., Volume 1 By Old Residents' Historical Association of Lowell (Mass.)
10. ↑  . USBR. （原始内容存档于2011-06-13） （英语）.
11. ↑   (PDF). NPS. （原始内容存档 (PDF)于2014-03-21） （英语）.
12. ↑  . One University Avenue. （原始内容存档于2006-12-01） （英语）.